# Vlag van Gagaoezië
De vlag van Gagaoezië (Moldavië) is in gebruik sinds 31 oktober 1995 en bestaat uit drie horizontale banen, waarvan de bovenste blauw is en breder dan de onderste twee (die wit en rood zijn). Links in de blauwe baan staan drie gele sterren.
In de volksmond bekend als de "Vlag van de Hemel". Over de algehele symboliek wordt gediscussieerd, maar de sterren kunnen de drie Gagaoezische-gemeenten in Moldavië vertegenwoordigen. De driekleur doet denken aan de Russische vlag, die ook populair is in Gagaoezië; de kwestie heeft geleid tot wrijving tussen Gagaoezische en Moldavische politici.
Hoewel de opkomst van het Gagaoezische-nationalisme teruggaat tot de jaren 1900, toen het tegen de tsaristische autocratie was, zijn afzonderlijke symbolen voor het Gagaoezische volk en hun grondgebied relatief nieuw. Tijdens de ontbinding van de Sovjet-Unie in 1991 werden verschillende etnische en semi-officiële vlaggen geregistreerd voor Gagaoezische-separatisten, meestal met de grijze wolf (of bozkurt). De niet-erkende Gagaoezische republiek nam dergelijke symboliek in verschillende vormen aan; het apparaat stond op de officiële vlag, die naar verluidt in slechts één exemplaar bestond.
Ondanks hun aanvankelijke populariteit, werden vlaggen met grijze wolven aangetast door controverse en werden ze gelezen als verwijzingen naar het Pan-Turkisme en de gelijknamige extreemrechtse groep. Ze vielen buiten gebruik in 2000-2010, maar reemerged zo populair in het volgende decennium. In 2017 stelde gouverneur Irina Vlah de introductie voor van een vlag met de kop van de wolf in het rood als een 'historische vlag' met officiële status. Indien aangenomen, zou deze resolutie de "Vlag van de Hemel" niet vervangen.

Variant van de vlag van Gagaoezië
Variant van de vlag van Gagaoezië